# Strelitzia juncea
Espèce
Strelitzia juncea, l’Oiseau du paradis à feuilles de jonc, est une espèce de plantes à fleurs monocotylédones de la famille des Strelitziaceae, endémique d'Afrique du Sud. 

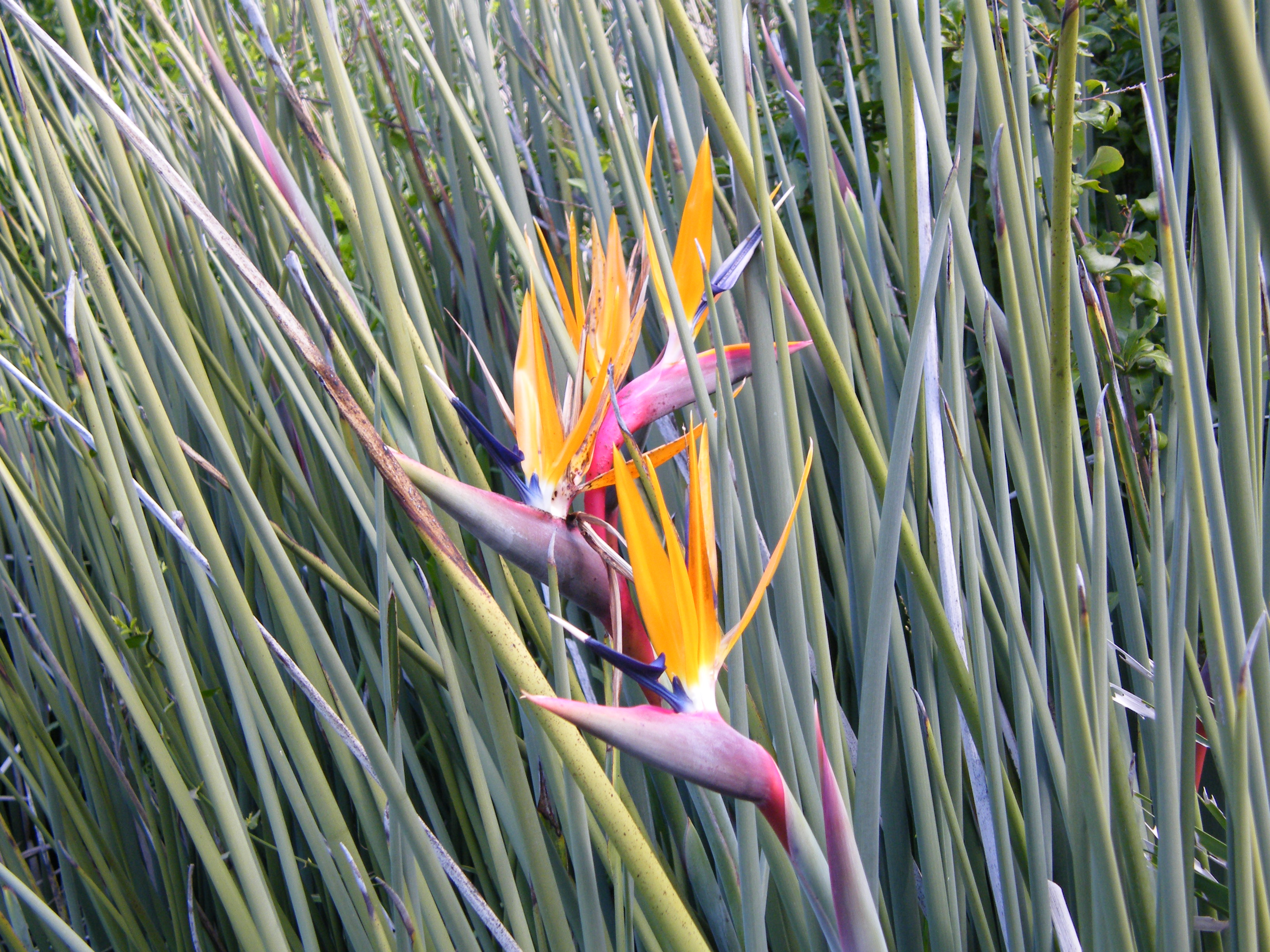
Fleurs de Strelitzia juncea.

Elle est résistante à la sécheresse, poussant avec parcimonie près d'Uitenhage, Patensie et juste au nord de Port Elizabeth. Elle est en partie menacée par des prélèvements illégaux à des fins horticoles. On pense que cette espèce est l'une des plus résistantes au gel du genre Strelitzia[réf. nécessaire].

## Systématique
Le nom scientifique complet (avec auteur) de ce taxon est Strelitzia juncea (Ker Gawl.) Link.
Le basionyme de ce taxon est : Strelitzia parvifolia var. juncea Ker Gawl.
Ce taxon porte en français le nom vernaculaire ou normalisé suivant : oiseau du paradis à feuilles de jonc.
Strelitzia juncea a pour synonymes :
- Strelitzia parvifolia var. juncea Ker Gawl.[3]
- Strelitzia principis Andrews ex Spreng.[3]
- Strelitzia principis Andrews[2]
- Strelitzia reginae subsp. juncea (Ker Gawl.) Sm.[3]
- Strelitzia reginae var. juncea (Andrews) H.E.Moore[2]
- Strelitzia reginae var. juncea (Ker Gawl.) H.E.Moore[3]
- Strelitzia teretifolia publ[3]
- Strelitzia teretifolia Barrow ex Steud.[2]